# 東舞鶴駅

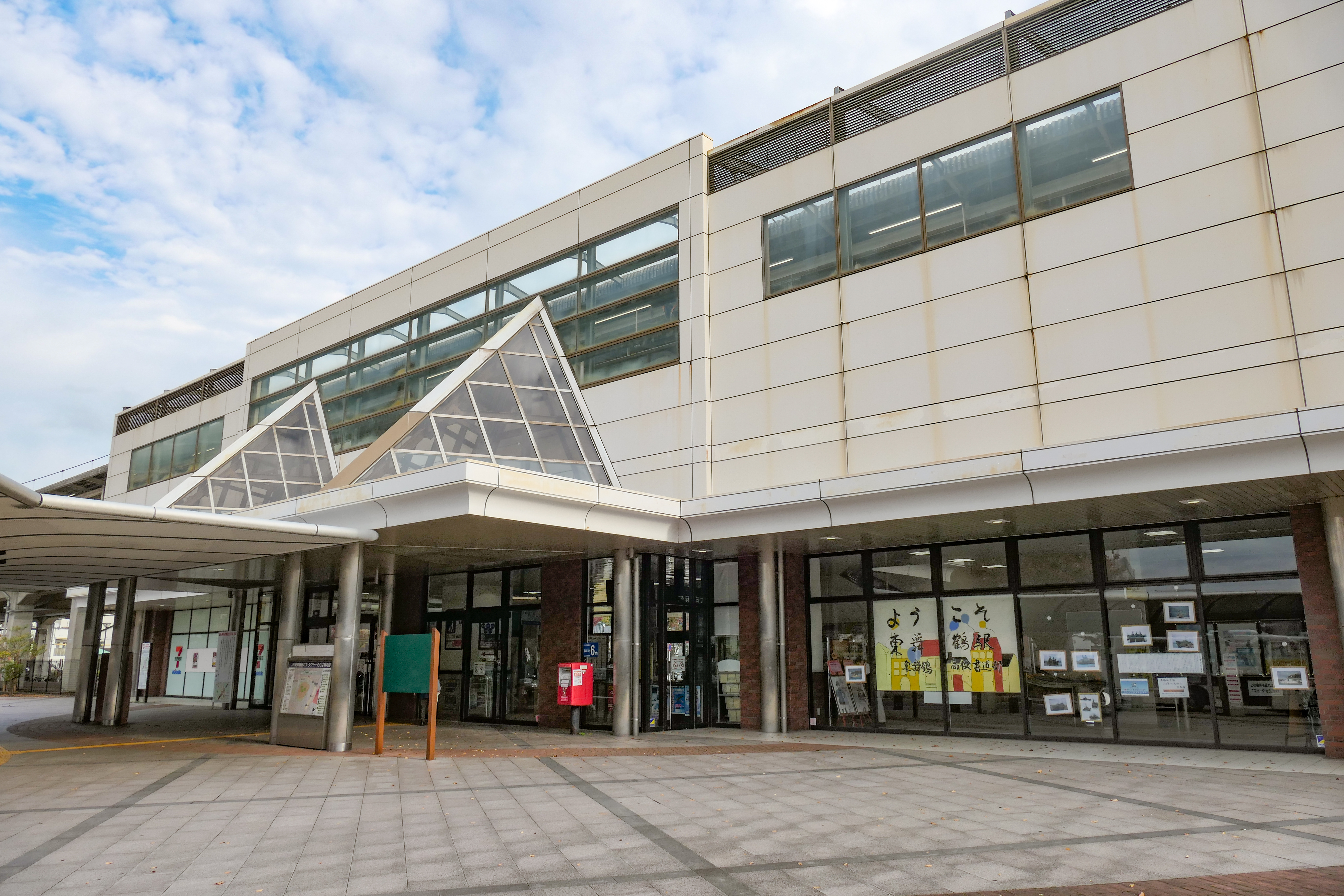
北口（2022年11月）

東舞鶴駅（ひがしまいづるえき）は、京都府舞鶴市浜町にある、西日本旅客鉄道（JR西日本）の駅である。

## 概要
京都府北部における行政・経済の中心都市である舞鶴市において、拠点性を持つ駅の一つである。
舞鶴線と小浜線の終点であり、小浜線の初電・終電以外の全列車が当駅で折返す。舞鶴線は近畿統括本部、小浜線は金沢支社が管轄しているため、当駅の上り場内信号機（松尾寺方）に両支社の境界標が併設されている。当駅構内は近畿統括本部の管轄である。
京都駅 - 当駅間を特急「まいづる」が1日上り7本、下り8本運転されている。
かつて新舞鶴町、後に東舞鶴市と呼ばれた舞鶴市東部（東舞鶴）は、1901年（明治34年）に日本海側唯一の軍事拠点として開府した舞鶴鎮守府を中心にして軍都として急速に発展した街であり、第二次世界大戦までは度々皇族が訪れたことから貴賓室が設置される程の大きな駅舎を有していたほか、戦後は大陸から舞鶴港への引揚者が当駅より各地へと帰還した。現在は京都府北部における行政の中心都市として官公庁が集中することから、出張利用が多い。なお1972年（昭和47年）までは中舞鶴線などの支線や多くの留置線を有しており構内は広かったが、支線は高架化に伴い廃止され、現在は跡地に高層マンションなどが建設されている。

## 歴史

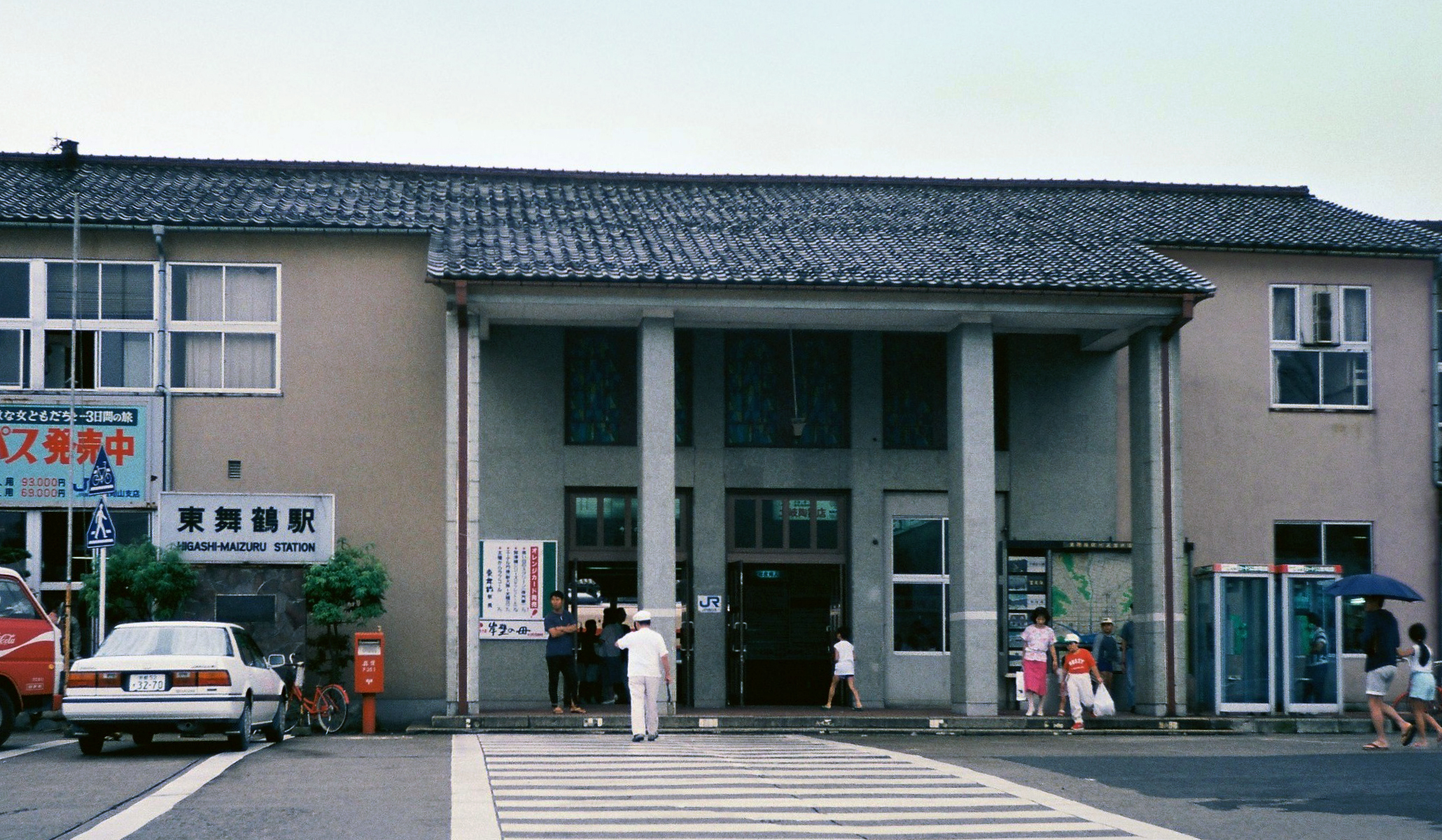
高架化前の駅舎（1988年7月）

- 1904年（明治37年）11月3日：官設鉄道（後に日本国有鉄道）福知山駅 - 綾部駅 - 新舞鶴駅間開通により新舞鶴駅（しんまいづるえき）として開業[3]。即日阪鶴鉄道に貸与され、客貨取扱を開始する。
- 1907年（明治40年）8月1日：阪鶴鉄道が国有化される[3]。
- 1909年（明治42年）10月12日：線路名称が制定され、阪鶴線の所属となる。
- 1912年（明治45年）3月1日：線路名称が改定され、阪鶴線の綾部駅以北を舞鶴線に改称したことに伴い、当駅もその所属となる。
- 1919年（大正8年）7月21日：中舞鶴駅への支線（中舞鶴線）が開通する[4]。
- 1922年（大正11年）12月20日：小浜線が若狭高浜駅から当駅まで延伸される[5]。
- 1939年（昭和14年）6月1日：東舞鶴駅に改称する[4][5]。
- 1951年（昭和26年）11月13日：昭和天皇のお召し列車が到着（昭和天皇の戦後巡幸）。駅前奉迎が行われた[6]。
- 1972年（昭和47年）11月1日：中舞鶴線が廃止される[4]。
- 1975年（昭和50年）7月22日：みどりの窓口の営業を開始[7]。
- 1980年（昭和55年）9月30日：貨物取扱を廃止する[3][5]。
- 1987年（昭和62年）4月1日：国鉄分割民営化により西日本旅客鉄道の駅となる[3]。
- 1992年（平成4年）6月9日：高架化に着手[8][9]。
- 1996年（平成8年）7月13日：高架駅となる[1]。
- 2003年（平成15年）：第4回近畿の駅百選に選定される。
- 2006年（平成18年）7月1日：舞鶴鉄道部廃止に伴い福知山支社直轄に戻され、西舞鶴駅の1被管理駅となる。
- （時期不明）：管理駅が西舞鶴駅から綾部駅へ移転したことにより、綾部駅の被管理駅となる。
- 2021年（令和3年）3月13日：綾部駅方面においてICカード「ICOCA」の利用が可能となる[10][11]。
- 2022年（令和4年）
  - 6月1日：管理駅が綾部駅から福知山駅へ変更となる。
  - 10月1日：組織改正により、近畿統括本部福知山管理部の管轄になる。

## 駅構造
現在の駅舎は1996年（平成8年）の高架化に伴う建替で新築されたもので、島式ホーム1面2線を有する高架駅。2路線の終点駅ではあるが線路名称上の終点に過ぎず、駅構造自体は途中駅（交換可能駅）と変わりはない。7両編成に対応。基本的にホームの西舞鶴寄りに綾部方面行きが、小浜寄りに敦賀方面行きが停車する。同一線路に小浜線の列車と舞鶴線の列車が縦列停車することがある。
ホーム上には待合室と飲み物の自動販売機がある。改札を出て1階にはセブン-イレブンキヨスク、待合室、舞鶴市観光案内所がある。1階の改札からはエスカレーターとエレベーターが設置されており、バリアフリー化されている。直営駅で、みどりの窓口、みどりの券売機プラス設置駅。早朝夜間は駅員不在となり、改札業務を行わない。駅舎入口にあるガラスの三角屋根はヨットの帆をイメージしたものである。
2021年3月13日より綾部方面でICOCA等の交通系ICカードが使用出来るようになった。小浜線小浜・敦賀方面はICOCA等の交通系ICカードは使用できない。

### のりば
| のりば | 路線    | 行先                           |
| ------ | ------- | ------------------------------ |
| 1・2   | 舞鶴線  | 西舞鶴・綾部・福知山・京都方面 |
| 1・2   | ■小浜線 | 小浜・敦賀方面                 |

付記事項
- 舞鶴線・小浜線共にのりばは固定されていない。1番のりばが上下本線、2番のりばが上下副本線という扱いとなっており、一応は一線スルーとなっているが、当駅で双方向に折返す形となる。なお、小浜線列車のうち、始発列車と最終列車の1往復は西舞鶴駅発着のため当駅を跨ぐ運行となる。
- 夜間留置は設定されていない。そのため、当駅 - 西舞鶴駅間に回送列車が設定されている。

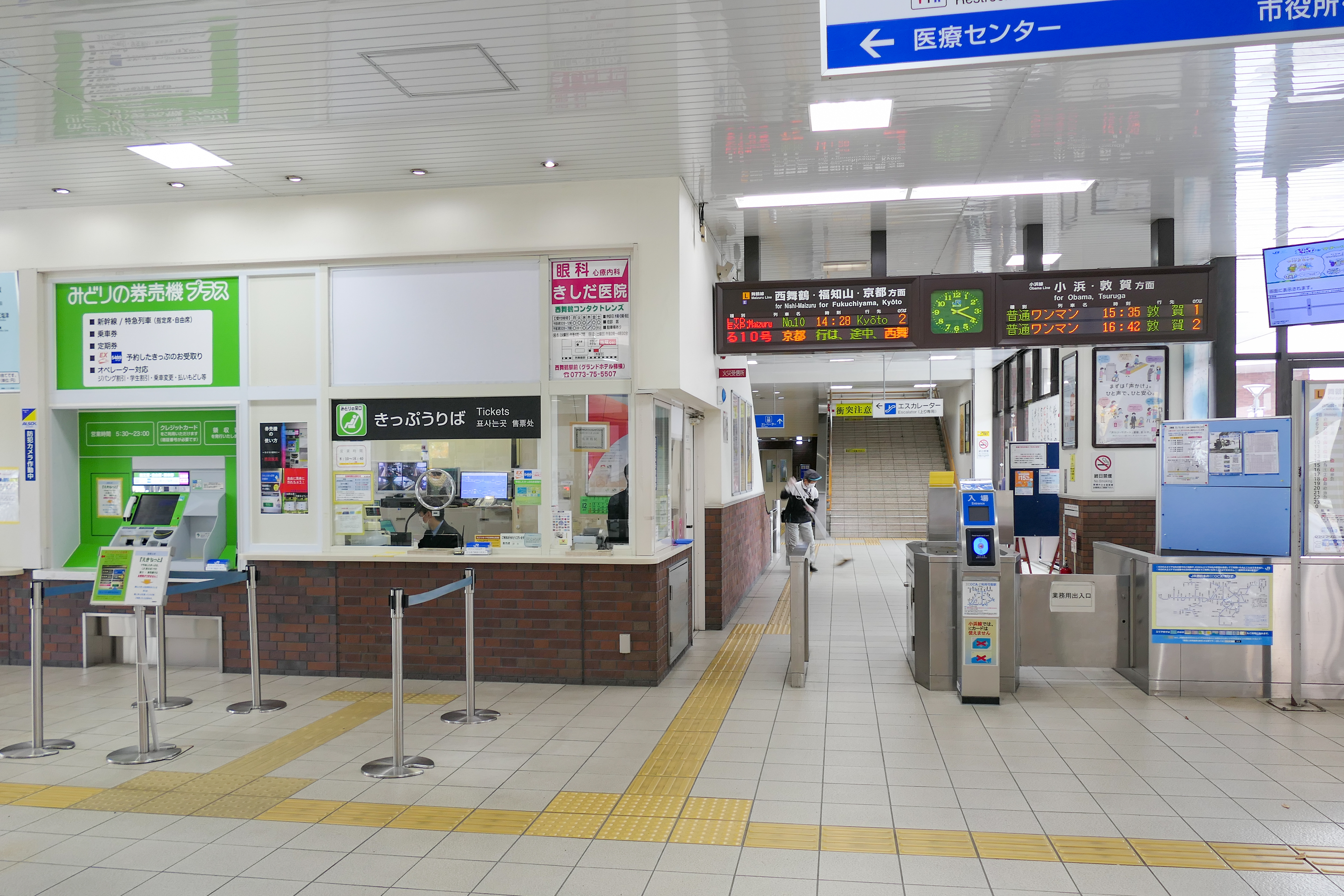
改札口と切符売り場（2022年11月）
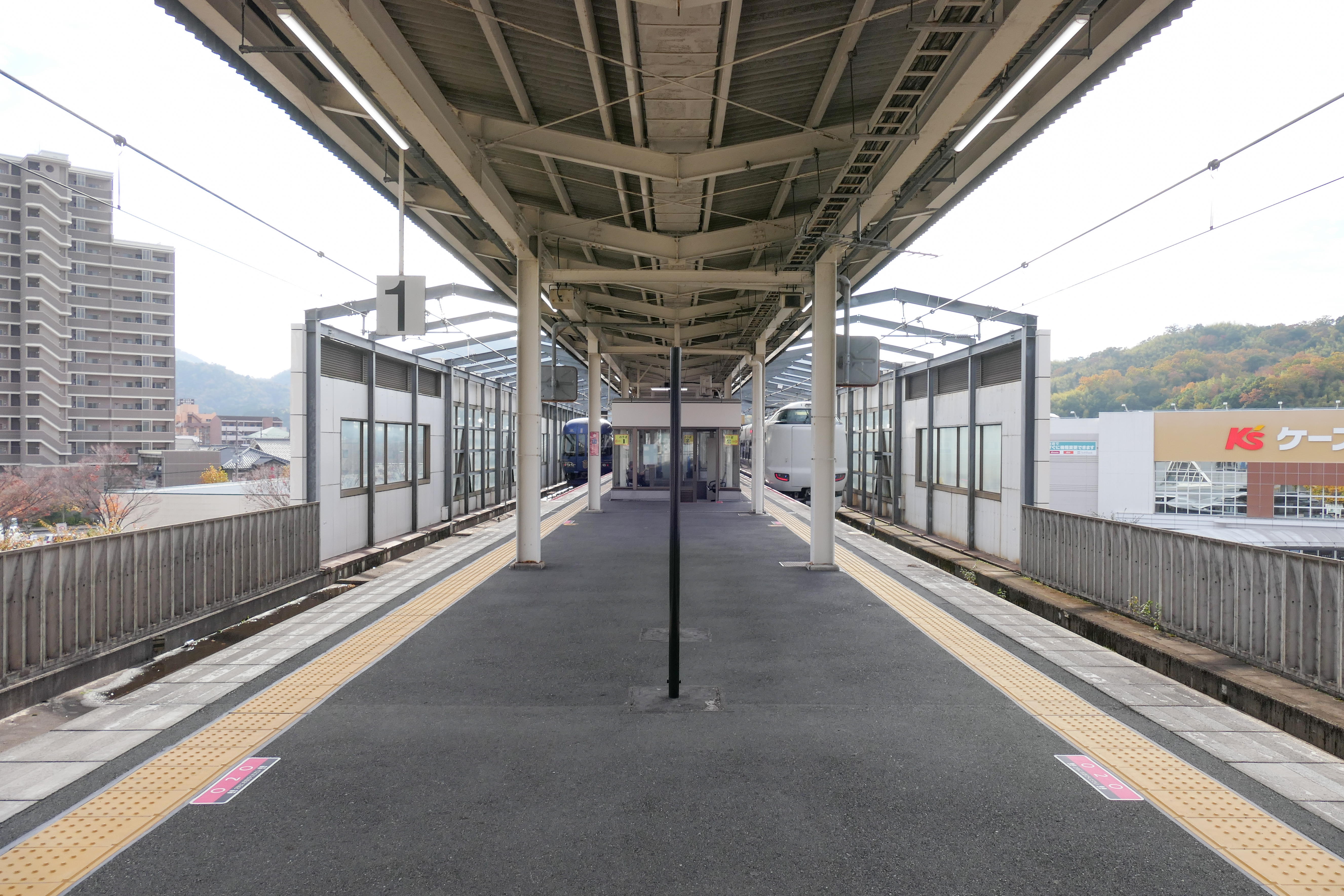
ホーム（2022年11月）
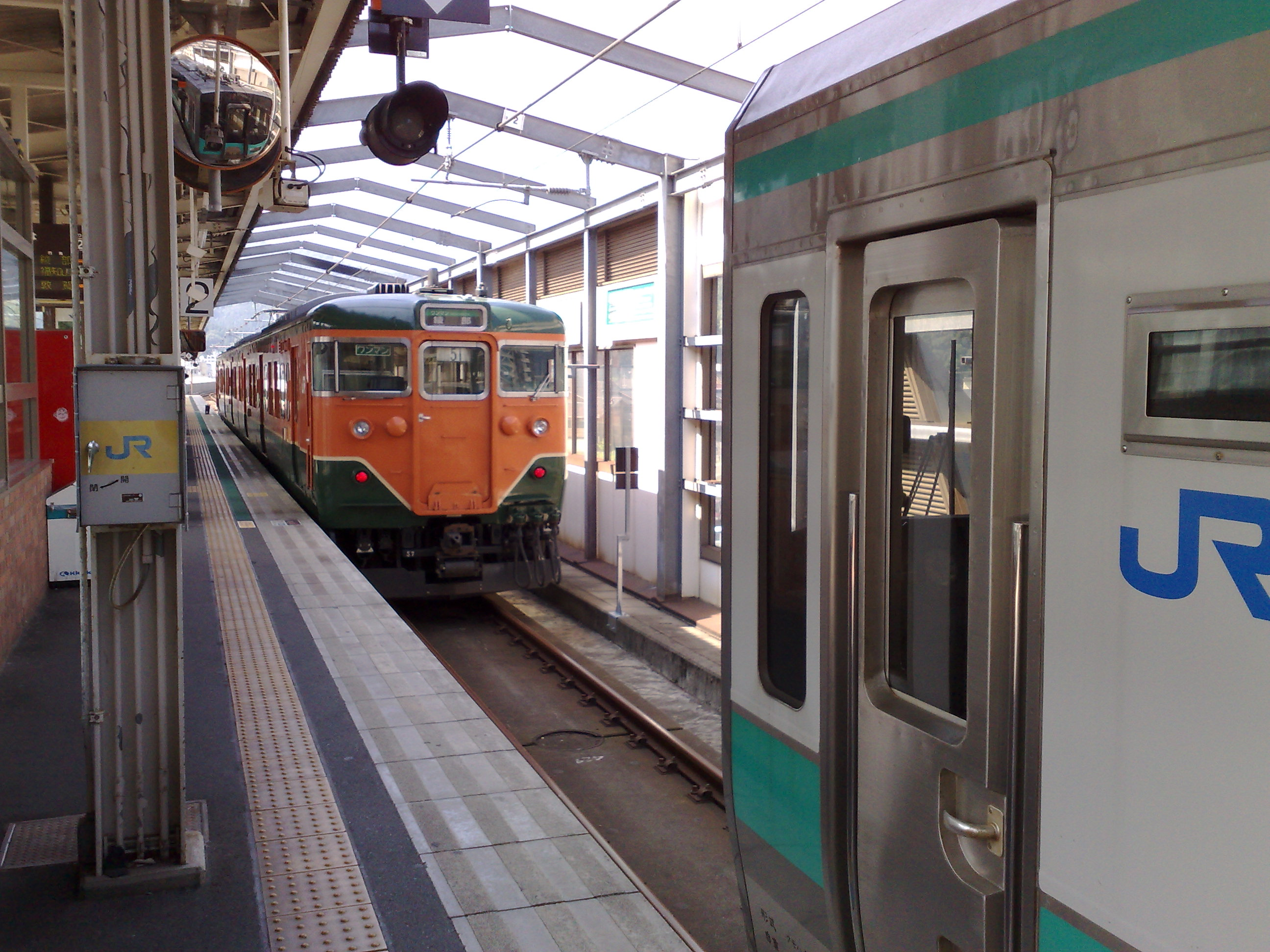
同一ホームに縦列停車する舞鶴線の列車（奥）と小浜線の列車（2008年）
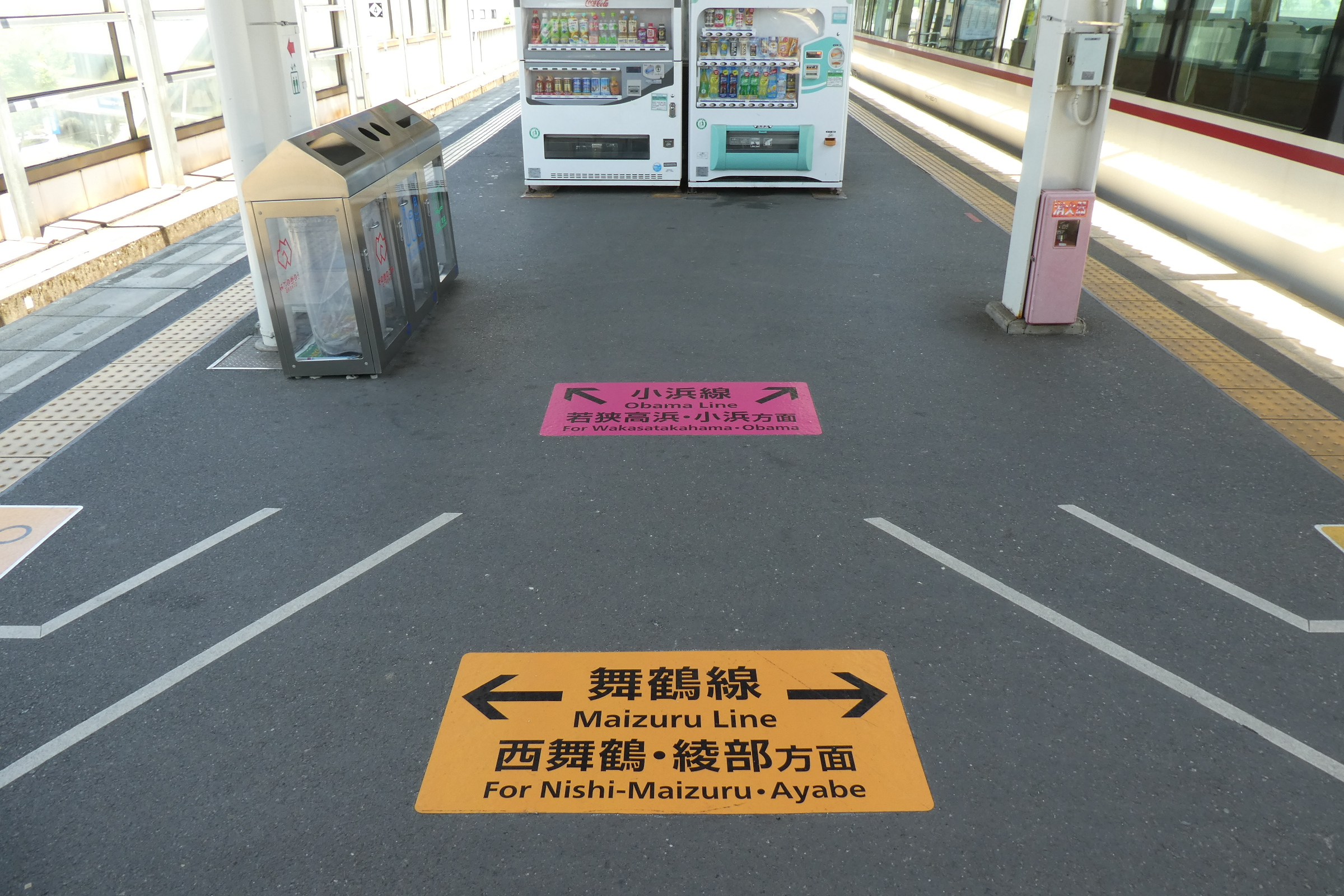
ホーム上の案内表示。舞鶴線・小浜線ともに、のりばに決まりは無い（2019年）

## 利用状況
JR西日本の移動等円滑化取組報告書によれば、2023年度の1日当たりの利用者数は2,682人。「京都府統計書」によれば、1日の平均乗車人員は以下の通りである。
| 年度               | 1日平均 乗車人員 |
| ------------------ | ---------------- |
| 1999年（平成11年） | 1,471            |
| 2000年（平成12年） | 1,534            |
| 2001年（平成13年） | 1,504            |
| 2002年（平成14年） | 1,488            |
| 2003年（平成15年） | 1,479            |
| 2004年（平成16年） | 1,384            |
| 2005年（平成17年） | 1,370            |
| 2006年（平成18年） | 1,345            |
| 2007年（平成19年） | 1,356            |
| 2008年（平成20年） | 1,345            |
| 2009年（平成21年） | 1,288            |
| 2010年（平成22年） | 1,296            |
| 2011年（平成23年） | 1,336            |
| 2012年（平成24年） | 1,422            |
| 2013年（平成25年） | 1,526            |
| 2014年（平成26年） | 1,482            |
| 2015年（平成27年） | 1,497            |
| 2016年（平成28年） | 1,510            |
| 2017年（平成29年） | 1,537            |

## 駅周辺
住宅が多く建ち、商店が点在するが、駅付近には商業施設がある。駅から北へ進むと八島商店街を経て、舞鶴フェリーターミナル前島埠頭に至る。駅から南へ進むと舞鶴市立倉梯小学校を経て、東舞鶴公園（野球場併設）や八反田南公園に至る。南北とも駅前ロータリーが設置され、高速バスや路線バス（路線案内は後述）が運行される。
冬季は、舞鶴工業高等専門学校の学生によるイルミネーションの展示が行われる。

### 北口
- 舞鶴市役所
- 舞鶴市総合文化会館
- 舞鶴警察署東舞鶴駅前交番
- 近畿財務局舞鶴出張所
- 舞鶴共済病院
- 海上自衛隊舞鶴基地
- 舞鶴赤レンガ倉庫群
  - 赤れんが博物館
  - まいづる智恵蔵
  - 舞鶴市政記念館
- 京都新聞舞鶴支局
- 京都銀行東舞鶴支店
- 福邦銀行東舞鶴支店
- 京都北都信用金庫東舞鶴中央支店
- 京滋信用組合舞鶴支店
- 八島商店街
- 日本交通東舞鶴営業所

### 南口
- 舞鶴医療センター
- エール東舞鶴店（愛称：らぽーる）
- 産経新聞舞鶴支局
- 京都北都信用金庫南浜出張所
- 舞鶴市立倉梯小学校

## バス路線
バスは北口のロータリーに発着する。
| 運行事業者                | 路線・行先 |
| 高速バス                  | 高速バス |
| ------------------------- | --- |
| 京都交通                  | 〜海の京都〜舞鶴赤れんがエクスプレス号：京都駅 |
| 日本交通（大阪） 京都交通 | 大阪梅田線：阪急梅田 大阪なんば線：大阪なんば |
| 日本交通（神戸） 京都交通 | 神戸線：神戸三宮 |
| 一般路線バス              | |
| 京都交通                  | 東西循環線（左回り）：中舞鶴・西舞鶴駅前方面（循環） 東西循環線（右回り）：白鳥団地前・西舞鶴駅前方面（循環） 高浜線：高浜駅前 和田線：和田・西舞鶴駅前 田井・野原線：田井・野原 三浜線：三浜・小橋 朝来循環線：朝来中方面（循環） 常・溝尻循環線：堂の奥・常方面（循環） 長浜循環線：長浜方面（循環） 市場循環線：市場方面（循環） 西大浦バス：瀬崎 杉山・登尾バス：登尾・杉山 多門院バス：多門院・黒部 季節運行連絡バス：前島埠頭 |

備考
- 多客期は北口より舞鶴フェリーターミナルへ向かう連絡バスが運行される[18]。

## 隣の駅
※当駅発着となる舞鶴線の特急「まいづる」の隣の停車駅は列車記事を参照のこと。
西日本旅客鉄道（JR西日本）
 舞鶴線
西舞鶴駅 - 東舞鶴駅
■小浜線
松尾寺駅 - 東舞鶴駅

### かつて存在した路線
日本国有鉄道
舞鶴線（中舞鶴線）
東舞鶴駅 - 北吸駅